# Pieter Lintgens
Pieter Lintgens (ca. 1540 - Amsterdam, begraven op 3 oktober 1616) was een reder en koopman. Hij was een van de grootste inschrijvers in de Vereenigde Oostindische Compagnie maar hij kon door geldgebrek die positie niet behouden. Hij was zakelijk niet erg succesvol; hij wist lange tijd overeind te blijven, maar uiteindelijk ging hij failliet.

## Biografie
Pieter Lintgens of Lijntgens, een koopman van Zuid-Nederlandse afkomst, vestigde zich in 1582 of eerder in Amsterdam. Hij was mennoniet. Hij woonde in het huis "De Wildeman" in de Warmoesstraat, en was getrouwd met Elsgen Bartholomeusdr. (?-1597). Zij hadden vier zonen en twee dochters. 
Lintgens had handelsagenten in Middelburg, Antwerpen, Dantzig, Málaga, Sevilla, Lissabon, en Genua. Hij was waarschijnlijk een aandeelhouder bij de oprichting van de Compagnie van Verre; zijn zoon Aernout nam namelijk deel aan de Eerste Schipvaart (1595) naar Oost-Indië. In het najaar van 1596 organiseerde Lintgens, ondanks het verbod op de uitvoer van graan naar vijandelijke havens, de afvaart van drie schepen naar Portugal en Spanje. In deze periode sloot hij maar liefst 21 contracten voor vrachtvervoer af met schippers. Tijdens deze drukke periode werd Lintgens geconfronteerd met een aantal wissels ter waarde van f 39.373, die hij niet kon betalen. Het lukte hem echter om een faillissement te voorkomen; hij wist zijn schuldeisers te overreden om hun belangen langzaam af te bouwen door 8% rente te beloven over het bedrag dat hij hen verschuldigd was. 
In 1602 probeerde Lintgens voor 60.000 gulden (en 45.000 gulden in de Kamer van Zeeland) deel te nemen in de nieuw op te richten Vereenigde Oostindische Compagnie, en was daarmee de grootste inschrijver. Lintgens had echter het geld niet, maar hoopte aan zijn verplichting te kunnen voldoen door toekomstig dividend en stijgende aandelenprijzen. Hij slaagde er aanvankelijk in zijn eerste betalingsverplichting in drie termijnen te spreiden, maar hij kon de volgende betaling niet voldoen, en moest zijn aandelen uiteindelijk verkopen. Het monopolie van de Verenigde Oost-Indische Compagnie beperkte voor andere Nederlandse kooplieden de handel op Oost-Indië. Daarom werden er al snel na de oprichting van de VOC pogingen ondernomen om samen te werken met Hendrik IV, de koning van Frankrijk, die ook graag een  handelsonderneming op Indië wilde vestigen. Nog voor het contact met handelaren als Balthazar de Moucheron en Isaac le Maire ontstond er al overleg tussen Pieter Lintgens en de koning. Begin 1605 ontving prins Maurits een brief van de koning waaruit bleek dat Lintgens van plan was om voor hem een expeditie naar Oost-Indië te organiseren. Om concurrentie voor de VOC te voorkomen gaven de Staten van Holland hun vertegenwoordiger in Parijs, de diplomaat Francois van Aerssen, de opdracht om de Franse koning op andere gedachten te brengen. De Staten-Generaal riepen Lintgens op om voor hen te verschijnen. Lintgens toonde daar de opdracht van de koning om schepen en bemanning in Nederland gereed te maken. Het doel van Staten-Generaal werd echter bereikt, want de bijeenkomst eindigde met de verklaring van Pieter Lintgens dat hij als burger van de Republiek niet tegen de wil van de Staten zou handelen. Hij beloofde ook om niets te ondernemen tegen het monopolie van de VOC. 
In 1605 werd een lading graan en peulvruchten van Lintgens voor Genua in beslag genomen en werd zijn financiële situatie verder bemoeilijkt. In 1606 zat hij al diep in de schulden. Verschillende rechtszaken over de afbetaling van zijn schulden leidde er toe dat hij in 1612 gedwongen werd zijn huis in de Warmoesstraat te verkopen. Op 3 oktober 1616 werd hij begraven in de Oude Kerk in Amsterdam. 